# Christian Hobin
Christian Hobin, född 27 november 1816 i Jurva, död 20 april 1882 i Kuopio, var en finländsk apotekare och föregångsman inom sågverksindustrin. 
Hobin, som från 1847 var apotekare i Jyväskylä, umgicks med den djärva planen att börja flotta timmer från Päijänne till mynningen av Kymmene älv, där han ämnade uppföra en stor ångsåg. Han sålde sitt apotek 1857 och köpte upp stora arealer skog norr om Päijänne, men projektet förföll på grund av en serie motgångar. Han gjorde konkurs 1866 och verkade därefter som inspektör för brännvinsbrännerierna i Kuopio län.